# Nemesi korona
A nemesi korona (németül: Adelskrone) a nemesi rangot jelölő jelkép. Csak a heraldikában létezik, a valóságban nem használják. A magyar heraldikában a nemesek ötágú koronát viselnek. Nem tévesztendők össze a sisakkoronákkal. 
A korona ágai lehetnek függőleges nyúlványok, a végükön gyöngyökkel vagy levél, illetve lomb alakú ágak. Az ágak száma a valóságban (térben) nyolc, mivel a síkban ábrázol koronák ágainak kétszereséből le kell vonni kettőt. Használatuk Nyugat-Európában (beleértve Magyarországot) a 17. századtól terjed el. Az öt látható gyönggyel rendelkező koronák mindig valamilyen magas főnemesi címet (fejedelem, herceg, márki, gróf) jelképeztek. Ezt sajátították ki a 17. században köznemesek. Az olasz patríciusi koronának három levele és két ága volt.  